# Nollywood TV
 (novembre 2017).
Nollywood TV est la première chaîne de télévision privée francophone consacrée au cinéma du Nigéria aussi appelé Nollywood.

## Histoire de la chaîne
Créée par la société THEMA en 2012, Nollywood TV a 750 heures de programmes cinématographiques, issues de la chaîne sud-africaine Africa Magic (groupe M-Net / Multichoice), entièrement doublées en français.

### Présence dans Le Bouquet Africain
Nollywood TV est présente dans le Bouquet Africain :
- Free : 5 octobre 2012 ;
- SFR :  ;
- Orange : 4 avril 2013 ;
- Numericable : 10 juin 2013.

### Présence dans d'autres bouquets
- Canal+ Afrique : 2 avril 2013

## Diffusion
Canal+ Afrique : canal no 50
Bouygues Télécom: canal no 735

### Anciennement
Les chaînes Canal : canal no 200, arrêt le 31 mars 2019

## Identité visuelle

Logos de Nollywood TV
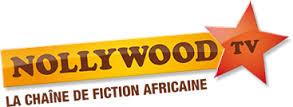
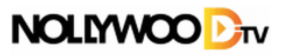
En 2021.